# Cubiceps kotlyari
Cubiceps kotlyari is een straalvinnige vissensoort uit de familie van kwallenvissen (Nomeidae). De wetenschappelijke naam van de soort is voor het eerst geldig gepubliceerd in 1988 door Agafonova.